# 귄터 그라스

귄터 그라스(독일어: Günter Grass, 1927년 10월 16일 ~ 2015년 4월 13일)는 독일의 소설가이자 극작가다.

## 생애
독일 단치히 자유시(오늘날 폴란드의 그단스크)에서 식료품 상인이었던 독일계 아버지와 슬라브계 어머니 사이에서 태어났다. 하버드 대학에서 명예박사학위를 받았다. 1999년에 노벨 문학상을 수상하였다.

### 제2차 세계 대전과 그라스
제2차 세계 대전 당시 독일 제국노동봉사대(RAD)에서 근무하던 중, 1944년에 무장친위대에 입대하여 10 SS기갑사단 프른즈베르크로 발령받아 참전했다. 징집당한 것이라는 얘기도 있으나, 당시 친위대의 독일인 대원들은 징집 대상이 아니라 자원 입대가 기본이었다(국방군 육군은 징병제였다). 종전후 부상당한 채 미군 포로로 잡혀 1946년까지 포로 수용소에 수감되었다. 이런 사실은 그라스 자신이 최근 발간한 자서전에서 인정했다.

### 전쟁 후의 그라스
전후 1947~48년에는 광산에서 일하며 석공 기술 과정을 마친다. 이어 1948년부터 1952년까지는 뒤셀도르프 미술대학에서 그래픽과 조각을, 1953년부터 1956년까지는 베를린 예술대학에서 조각을 배웠다.

## 작품 활동
1955년 슈투트가르트 방송국의 서정시 경연대회에 입상하고, 1956~57년에 예술 작품 전시와 별도로 작가 활동을 시작했다. 1958년까지 단문, 시, 희곡 등을 발표한다. 1954년에 결혼을 하고, 1960년부터 계속 베를린에 산다. 1959년에 매우 묘사적인 언어로 나중에 영화화 되기까지 한 《양철북》을 발표했다. 이 작품으로 그는 제2차 세계 대전 후 처음으로 세계 문학계에 이름을 날린 독일 작가가 된다. 이어 <고양이와 쥐> <개의 해>에서도 전쟁 전과 전쟁 후에 걸친 시대의 과오와 대결하고 있으며, 무대는 다같이 단치히이다. 이밖의 작품에 <달팽이의 일기에서> <넙치> 등이 있다. 1996년 유럽문화공로상을 받았다.

### 희곡
그는 소설가로 활약하는 한편, 부조리극적인 소품(小品)인 <요리사> <홍수> <버팔로까지 앞으로 10분> 등을 발표한 바 있는데, 현대정치에도 직접 행동으로 참가하여 동·서 독일의 분열이라는 가장 현실적인 문제에 대담하게 도전한 <천민의 폭동연습>(1965)을 발표했다. 1953년 동독의 폭동 당시 브레히트를 모델로 하여 예술과 정치의 관련을 추구한 작품으로 <독일의 비극>이 있다.

### 주요 작품
- 단치히 삼부작(Danziger Trilogie)
  - 《양철북》(Die Blechtrommel, 1959년)
  - 《고양이와 쥐》(Katz und Maus, 1961년)
  - 《개들의 시절》(Hundejahre, 1963년)
- 《넙치》(Der Butt, 1979년)
- 《암쥐》(Die Rättin, 1986년)
- 《광야》(Ein weites Feld, 1995년)
- 《게 걸음으로 가다》(Im Krebsgang, 2002년)

## 사회 활동
그라스는 전후 독일 사회민주당의 주요 지지자가 되어 외국인 혐오증, 신나치주의 등에 반대하는 사회활동에 적극 참여하였다.

## 같이 보기
- 노벨 문학상 수상자 목록